# Boston Red Sox
Boston Red Sox je poklicna bejzbolska ekipa iz Bostona, ki trenutno igra v Vzhodni diviziji Ameriške lige v ligi MLB. Kot ena izmed osmih ustanovnih ekip Ameriške lige deluje vse od leta 1901 naprej. Domači stadion ekipe je že vse od leta 1912 Fenway Park, morda najslavnejši bejzbolski stadion na svetu. Vzdevek je ekipi okrog leta 1908 nadel njen lastnik John I. Taylor, pri tem pa se je zgledoval po predhodni poklicni bostonski ekipi,  katere vzdevek je bil "Red Stockings". Moštvo se je prebilo do enajstih Svetovnih serij in na sedmih tudi zmagalo. 
V novoustanovljeni ligi je klub iz Bostona sprva prikazoval odlične predstave - v prvi Svetovni seriji leta 1903 je premagal ekipo Pittsburgh Pirates, do leta 1918 pa v svojo vitrino postavil še štiri trofeje lige MLB. Zatem pa je sledil eden najdaljših nizov brez pokala lige MLB (ponekod »The Curse of the Bambino« (sl. »Mladeničevo prekletstvo«) zaradi prodaje Babea Rutha večnemu rivalu, klubu New York Yankees) - kar 86 let je preteklo do naslednje zmage na Svetovni seriji leta 2004. Navkljub neuspehom v končnici pa ekipa med tem obdobjem ni bila tako neuspešna, razplamtelo pa se je tudi eno največjih rivalstev v zgodovini športa - Boston Red Sox - New York Yankees.   Od leta 2003 naprej ekipa redno tekmuje za mesta v končnici in je ena uspešnejših moštev zadnjega desetletja. 
Lastnica kluba je družba Fenway Sports Group, ki si lasti tudi Liverpool F.C. v angleški Premier League. Tekme moštva v gosteh radi obiskujejo tudi navijači nasprotnih moštev, prostorska omejenost Fenway Parka pa nekoliko omejuje številke domačega obiska.  Klub je razprodal sedeže za vsako domačo tekmo od 15. maja 2003 naprej (več kot devet let zapored), kar je rekord lige MLB. 

## Nižje podružnice
| Stopnja              | Ekipa             | Liga                    |
| -------------------- | ----------------- | ----------------------- |
| Triple-A             | Pawtucket Red Sox | International League    |
| Double-A             | Portland Sea Dogs | Eastern League          |
| Class A-Advanced     | Salem Red Sox     | Carolina League         |
| Class A              | Greenville Drive  | South Atlantic League   |
| Class A-Short Season | Lowell Spinners   | New York-Penn League    |
| Rookie               | GCL Red Sox       | Gulf Coast League       |
| Rookie               | DSL Red Sox       | Dominican Summer League |